# 나나, J를 만나다
《나나, J를 만나다》는 2003년 3월 14일에 MBC에서 방영한 베스트극장이다.

## 등장 인물

### 주요 인물
- 정찬 : J 역
- 신지수 : 나나 역

### 그 외 인물
- 김용희
- 구혜령
- 오협
- 이경미
- 전익령